# Constanța (1980)
Constanța – rumuński okręt-baza z przełomu XX i XXI wieku, główny okręt swojego typu, oznaczanego w kodzie NATO jako Croitor. Znajduje się w służbie Rumuńskich Sił Morskich od 1980 roku. Nosi numer burtowy 281. Nazwa pochodzi od miasta Konstancy i była wcześniej noszona przez okręt-bazę z okresu II wojny światowej. Pełni rolę okrętu szkolnego i wsparcia logistycznego i określany jest też w Rumunii jako fregata.

## Budowa
W ramach dużego rozwoju Rumuńskich Sił Morskich na przełomie lat 70/80 XX wieku, wykorzystując własne stocznie, zbudowano dwa okręty-bazy typu Constanța, zaprojektowane w Rumunii z pomocą ZSRR. W piśmiennictwie przyjmuje się, że stanowiły one pomniejszoną wersję radzieckiego projektu 310 (w kodzie NATO: Don), ale zdecydowanie się od niego różniły. Zasadniczo przewidziane były jako okręty-bazy kutrów torpedowych, posiadając magazyny dla torped, amunicji i zaopatrzenia oraz warsztaty. Okręty projektowano jednak jako uniwersalne – mogły też pełnić zadania eskortowe i zwalczania okrętów podwodnych. Mogły też transportować m.in. pociski rakietowe P-15 dla kutrów rakietowych.
Główny okręt „Constanța” został zbudowany w stoczni w Braile na przełomie lat 70. i 80. XX wieku. Wszedł do służby 15 września 1980 roku. Otrzymał nazwę pochodzącą od miasta Konstancy, którą nosił wcześniej okręt-baza z okresu międzywojennego i II wojny światowej. Nosił numer burtowy 281. Drugim okrętem typu była „Midia” (283).

## Skrócony opis

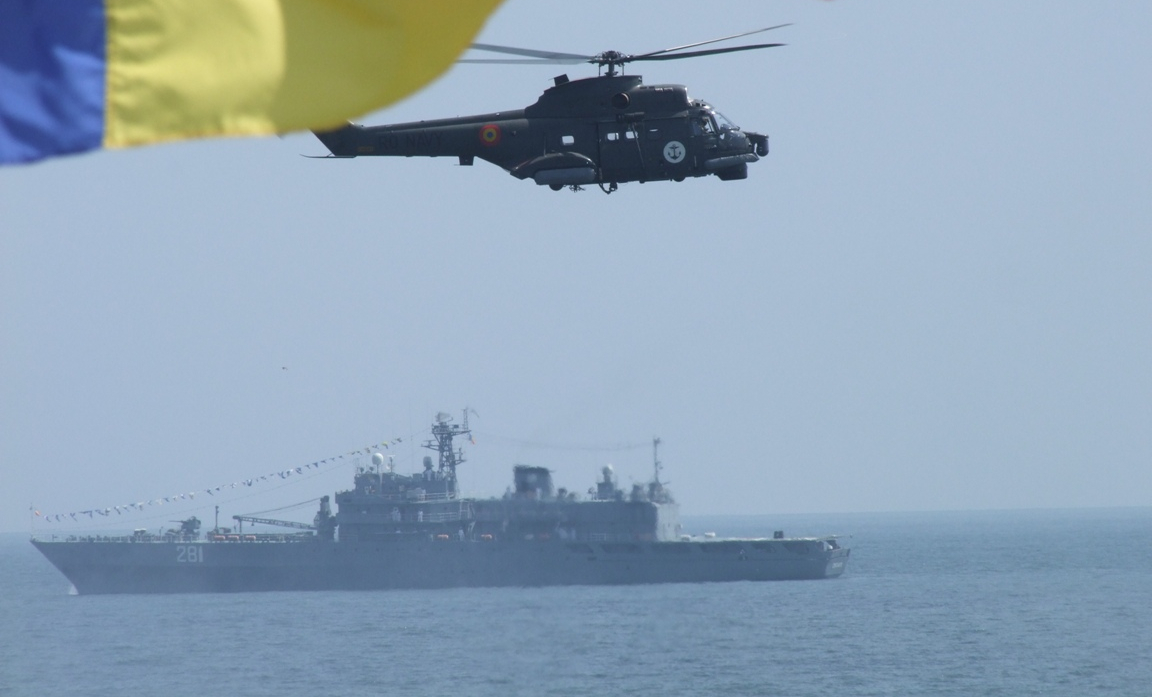
„Constanța” na ćwiczeniach w 2010

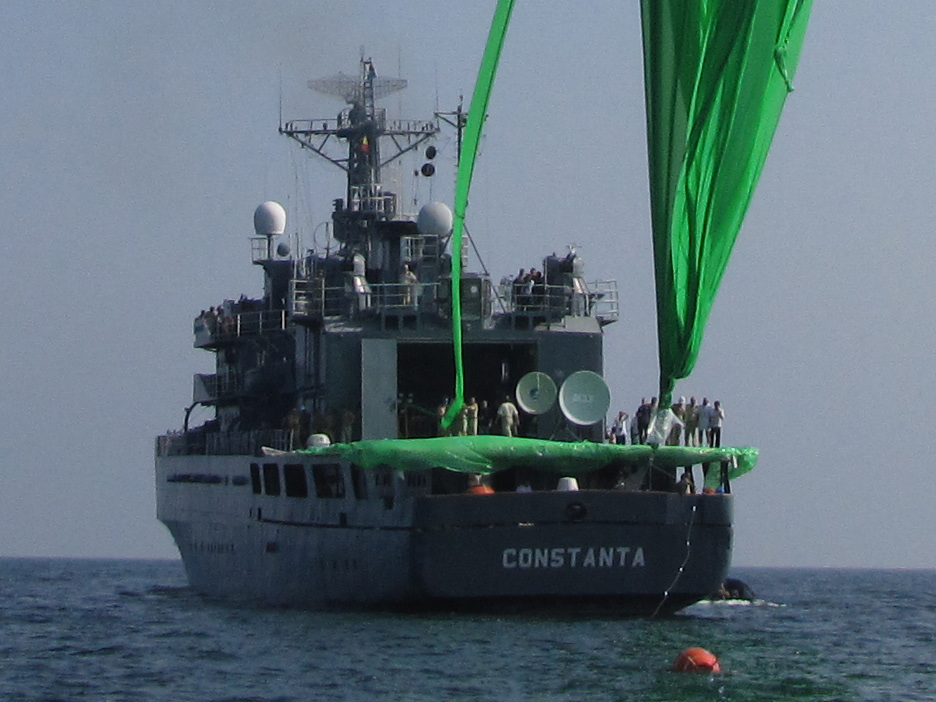
„Constanța” od rufy podczas prób z balonem badawczym w 2010

Okręty mają podwyższony pokład dziobowy na ponad 2/3 długości, przy tym pokład ten jest przedłużony do samej rufy przez spardek lądowiska dla śmigłowca. Dziobnica jest silnie wychylona do przodu; burty w części dziobowej są szeroko rozchylone i mają poziome załamanie na ok. 1/3 długości od dziobu. Na pokładzie dziobowym znajduje się zdwojona podstawa dział kalibru 57 mm, za nim żuraw do przeładunku uzbrojenia i zapasów. Całe śródokręcie zajmuje masywna nadbudówka z pojedynczym masztem kratownicowym i kominem. Z tyłu nadbudówki znajduje się hangar śmigłowca. Załoga okrętów liczy 71 osób, w tym 7 oficerów.
Wyporność standardowa wynosi 2850 ton, a pełna 3500 ton. Długość całkowita wynosi 108,1 m, szerokość 13,5 m, a zanurzenie 3,8 m.
Główne uzbrojenie składało się z dwóch armat uniwersalnych kalibru 57 mm na półodkrytej podwójnie sprzężonej podstawie na pokładzie dziobowym. Uzbrojenie przeciwlotnicze stanowią cztery automatyczne armaty przeciwlotnicze kalibru 30 mm w dwóch dwulufowych wieżach AK-230, umieszczone na burtach na dachu nadbudówki. Według źródeł zachodnich, okręty miały też osiem karabinów maszynowych kalibru 14,5 mm w dwóch poczwórnych stanowiskach. Uzupełniała je jedna lub dwie poczwórne wyrzutnie pocisków przeciwlotniczych bardzo krótkiego zasięgu samonaprowadzających się na podczerwień Strzała-2M z 16 pociskami. Oprócz tego okręty miały uzbrojenie do zwalczania okrętów podwodnych w postaci dwóch pięcioprowadnicowych wyrzutni rakietowych bomb głębinowych RBU-1200, o donośności do 1200 m i masie głowicy 34 kg. Okręty przenosiły zapas 40 rakietowych bomb głębinowych RGB-12 kalibru 123 mm. Możliwości zwalczania okrętów podwodnych zwiększa możliwość bazowania śmigłowca IAR-316, z lądowiskiem na rufie.
Wyposażenie radioelektroniczne stanowił przede wszystkim radar dozoru ogólnego MR-302 (taki sam jak w rumuńskich fregatach). Do kierowania ogniem dział 57 mm służył radar artyleryjski Bars, a do kierowania działkami przeciwlotniczymi radar Rys′. Okręty miały radar nawigacyjny Najada. Do wykrywania okrętów podwodnych służyła stacja hydrolokacyjna wysokiej częstotliwości Tamir-11. Wyposażenie stanowił ponadto system rozpoznania radiotechnicznego ESM-2 (oznaczenie NATO: Wach Dog). Do walki radioelektronicznej służyły dwie wyrzutnie celów pozornych PK-16.
Napęd stanowiły dwa silniki wysokoprężne Alco o mocy łącznej 6500 KM, poruszające dwie śruby o stałym skoku. Prędkość maksymalna wynosiła 17,4 węzła. Zasięg pływania sięgał 13 000 Mm przy prędkości 15 w.

## Służba
Okręt wszedł do służby 15 września 1980 roku. Bazował w Konstancy.
Okręt tytułowany jako „fregata Constanța” wszedł w skład sformowanej w 2006 roku 56 Flotylli Fregat i pełnił rolę okrętu szkolnego i wsparcia logistycznego (Nava Şcoală de Suport Logistic). W 2016 roku znajdował się nadal w służbie.